# Марифати
Марифати́ (тадж. Маърифатӣ) — село в районе Рудаки Республики Таджикистан. Входит в состав джамоата (сельской общины) Чортеппа района Рудаки.
Находится недалеко от г. Душанбе, на расстоянии 26 км от райцентра (пгт. Сомониён) и 4 км от центра общины (село Джуйбодом).
Население — 2420 чел. (2017).